# کاگاری یامادا
کاگاری یامادا (انگلیسی: Kagari Yamada؛ زادهٔ ۴ ژوئن ۱۹۷۲) بازیکن بسکتبال اهل ژاپن بود.